# محمد لقرع
محمد لقرع لاعب كرة قدم جزائري ويلعب حاليا لنادي وفاق سطيف.

## وصلات خارجية
- محمد لقرع على موقع الاتحاد الدولي (مؤرشف)  (الإنجليزية)
- محمد لقرع على موقع قاعدة بيانات كرة القدم.إي يو (الإنجليزية)
- محمد لقرع على موقع Soccerway.com (الإنجليزية)

1. ↑  كورة : موقع كرة القدم العربي الأول نسخة محفوظة 04 مارس 2016 على موقع واي باك مشين.